# サクソンウォリアー
サクソンウォリアー（Saxon Warrior、2015年1月26日 - ）は、日本生産、アイルランド調教の競走馬・種牡馬。

## 概要
競走馬として、2歳時のレーシングポストトロフィー、3歳時の2000ギニーステークスを無敗で優勝し、イギリスでG1競走2勝を挙げた。父をディープインパクト、母をメイビーとする日本産馬であり、同国産馬としては最初のイギリスG1競走およびイギリスクラシック競走勝ち馬である。2000ギニー以降は5戦して未勝利に終わったが、エクリプスステークスおよびアイリッシュチャンピオンステークスでは同年のカルティエ賞年度代表馬ロアリングライオンの2着に入った。
主な勝ち鞍は2017年レーシングポストトロフィー、ベレスフォードステークス、2018年2000ギニーステークス。通算9戦4勝。
2019年からはクールモアスタッドで種牡馬として供用されている。

## 誕生 - デビュー前
2015年1月26日、日本・北海道安平町のノーザンファームで生まれる。

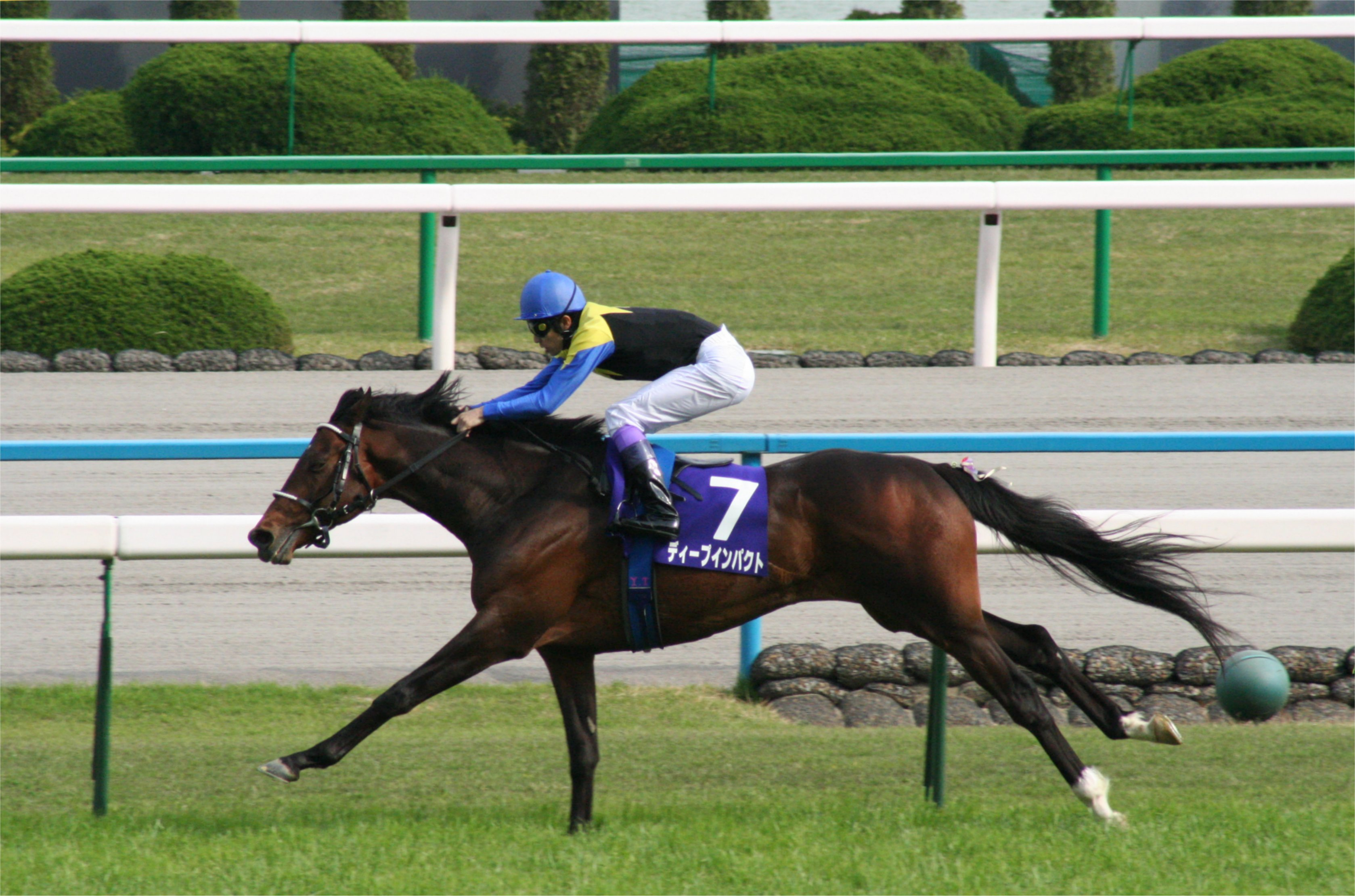
ディープインパクト（2006年第133回天皇賞（春））

父は、日本・社台スタリオンステーションの種牡馬ディープインパクト。2012年以降、連年日本のリーディングサイアーという地位にあり、現役競走馬としての同馬は海外の凱旋門賞で敗戦していたものの、種牡馬として生産した産駒の活躍によってその国際的な評価が改めて高まっていた。なお、日本におけるディープインパクト産駒は、軽い馬場で発揮する瞬発力を長所とするものが多く、ヨーロッパの競馬で見られるような力の要る馬場は不向きである、と評される面があった。
母は、現役時アイルランド・クールモアのチームによって所有され、2011年にデビューからの5連勝でモイグレアスタッドステークスを勝利し、同年のカルティエ賞最優秀2歳牝馬に選出されたガリレオ牝駒の繁殖牝馬メイビー。メイビーの母、すなわち本馬の2代母は、現役時5ハロン戦で勝ち鞍のあるデインヒル牝駒スモラで、その半姉にはオークス馬ダンシングレインがいる。本馬の4代母であるローズオブジェリコは、その直仔に、ダービー馬ドクターデヴィアス、高松宮杯優勝馬シンコウキング、スズカフェニックスの母馬ローズオブスズカの3頭などを生産した繁殖牝馬である。
本馬の生産当時、40年近く種牡馬ビジネスを経営の中核に置き、これまでにサドラーズウェルズ、デインヒル、モンジュー、ガリレオなどの優秀な種牡馬を擁してきたサラブレッド事業体のクールモアスタッドは、ガリレオの後継種牡馬を育成するという課題と並んで、「ガリレオやデインヒルの血脈を含む優秀な牝馬と配合することのできる異父系の一流種牡馬を獲得する」という課題に直面していた。そこで、日本の種牡馬であるディープインパクトの血統を求めた同グループは、手元の上質な牝馬を日本へ送り込むという手法を採り、2012年一杯で現役を引退して繁殖入りしたメイビーを、同国のディープインパクトと2年連続で配合してその産駒を生産したのである。本馬はその2番仔にあたる。
離乳を終えた本馬は、2015年10月21日にアイルランドへと輸出。ティペラリー州で中期育成を受け、一般的なディープインパクト産駒とは趣の異なる雄大な馬格を得るとともに、ヨーロッパの深い芝馬場に合った走法を身に付けた。その後、競走馬として、クールモアの共同経営者であるデリック・スミス、ジョン・マグニア夫人、マイケル・テイバーによって所有され、母馬メイビーと同じくエイダン・オブライエン調教師のもとに預託された。なお、生まれはノーザンファームであるが、日本国外では繁殖牝馬の所有者を生産者とするのが一般的であるため、ノーザンファームによる生産とはされていない。

## 競走馬時代

### 2歳時（2017年）
8月27日、サクソンウォリアーはアイルランド・カラ競馬場の第1競走として施行された14頭立ての未勝利戦でデビューし、本馬と同じエイダン・オブライエン厩舎の所属でありその主戦騎手ライアン・ムーアが騎乗したクリストファーロビンが単勝1.73倍の1番人気に支持されたなかで、オブライエンの息子であるドナカ・オブライエンが騎乗した本馬は単勝9倍の3番人気に支持された。競走では、道中後方2番手の位置取りから、残り2ハロン辺りで外目から徐々に進出すると、残り1ハロンで一気に交わし、2着馬に対して3馬身1/4差を付けて優勝した。日本の競馬評論家である合田直弘や奥野庸介は、この時の本馬の末脚を取り上げ、父ディープインパクトとの類似に言及している。
デビュー戦を勝利したサクソンウォリアーは、2戦目として9月24日ネース競馬場で施行されたベレスフォードステークス（G2、芝8ハロン）に出走。後続に2馬身1/2差を付けてこれを優勝し、デビューからの2連勝で重賞制覇を達成した。これによって同競走の17勝および7連覇を達成したオブライエンは、競走後、「彼は来年のクラシックホースだ」と語った。ムーアが手綱を取って達成したこの勝利を受けて、本馬を翌年のダービーステークス前売りにおける1番人気に推すブックメーカーも出現した。
デビューから2連勝中のサクソンウォリアーは、3戦目として、10月28日にイギリス・ドンカスター競馬場で施行されたレーシングポストトロフィー（G1、芝8ハロン）に出走。これまでの2戦とは一転して逃げの手に出て、最終直線では、3連勝中のロアリングライオンに一旦は交わされながらも差し返す勝負根性を見せ、無傷の3連勝でG1競走初制覇を果たした。日本産馬によるイギリスのG1競走勝利は史上初。また、これによってオブライエンは調教師として同年のG1競走26勝目を挙げ、2003年にアメリカのロバート・フランケルが残していた年間平地G1競走最多勝記録を更新した。この勝利により、イギリスの主要ブックメーカーは揃ってサクソンウォリアーを2018年のダービー1番人気に推した。
2017年度のカルティエ賞では、最優秀2歳牡馬候補にノミネートされた。2017年度ヨーロピアン2歳クラシフィケーションでは、2歳時の本馬は、レーシングポストトロフィーの勝利によって119ポンドのレーティングを与えられた。このレーティングは、ヨーロッパ調教の2歳馬として、7ハロン戦のデューハーストステークスを勝ったオブライエン厩舎の僚馬ユーエスネイビーフラッグ（122）に次ぐ同年2位、特に距離8ハロン以上の部門に限れば同年1位に格付けされる評価であった。

### 3歳時（2018年）

#### 2000ギニーステークス
2歳時にロアリングライオンをクビ差退けたG1競走レーシングポストトロフィーを含む3連勝を達成したサクソンウォリアーは、当初の2000ギニーステークスの前売りのオッズでは1番人気に支持されていたが、2000ギニーの前哨戦が施行されると、クレイヴンステークスにおいて2着馬に9馬身差および3着馬ロアリングライオンには9馬身1/4差を付けて圧勝したゴドルフィン所有のマサー、また、2歳時にスーパーレイティブステークスを勝利して明け3歳の準重賞を勝利したオブライエン厩舎のグスタフクリムトなどがギニー路線の有力馬として台頭した。これに対して、本馬は、例年のオブライエン厩舎のギニー路線における主力馬と同様、3歳初戦がクラシック競走となった。
5月5日、サクソンウォリアーは約半年振りの実戦として、ニューマーケット競馬場で施行された2000ギニーステークス（G1、芝8ハロン）に出走。厩舎の主戦騎手であるムーアはメンデルスゾーンのためにケンタッキーダービーへ遠征したため、鞍上は代わってドナカ・オブライエンとなった。人気順は、マサーが単勝3.5倍の1番人気で、これにサクソンウォリアーが単勝4倍の2番人気、グスタフクリムトが単勝5倍の3番人気と続いた。
競走では、外枠を引いた馬が直線コースのスタンド側を進行したのに対して、サクソンウォリアーは馬場の中央を通った一団の中で進行した。先行勢が脱落するなかでグスタフクリムトとタタソールズステークス勝ち馬のイラーカムの両頭が仕掛けられたが、ドナカはサクソンウォリアーを追うことなく外に進路を切り替えた。残り2ハロンを切って仕掛けられた本馬が先頭に立つと、最後はヨレる走りを見せながら押し切り、2着に入ったタタソールズステークス2着馬ティップトゥーウィンに対して1馬身1/2差を付けて優勝。外枠から発走したマサーが更にアタマ差遅れて3着で続き、同じく外枠からスタンド側を追走したロアリングライオンは5着。グスタフクリムトは6着となった。
これによって、サクソンウォリアーはデビューからの4連勝でG1競走2連勝を達成した。日本産馬のイギリスクラシック競走勝利は史上初であった。オブライエンは同競走を9勝目とし、これが平地G1競走通算300勝の節目となった。19歳のドナカ・オブライエンもイギリスクラシック競走を初勝利とした。競走後、ドナカは、道中ではずっと勝てると思って競走を運んでいたが残り2ハロン地点で早仕掛けをしてしまったと回顧し、本馬については「彼はすでに真のモンスターですから、これ以上成長するかは分かりませんが、今日の走りにはとても感銘を受けました」と評価した。この勝利を受けて、サクソンウォリアーは平均的な2000ギニー優勝に対する評価となる121ポンドのレーティングを与えられた。

#### ダービーステークス - アイリッシュダービー
2000ギニーの後、ダービーの前哨戦が施行され、ヤングラスカルがG3競走チェスターヴァーズを、ロアリングライオンがG2競走ダンテステークスをそれぞれ勝って評価を高めたが、依然として本番のダービーにおける本命馬と目されたのがサクソンウォリアーである。第239回ダービーステークス（G1、芝12ハロン6ヤード）に出走する本馬には、史上38頭目のイギリスクラシック春二冠が懸かった。話題はダービーを越えて「イギリスクラシック三冠」挑戦の夢も語られ、競馬メディアなどは1970年のニジンスキー以来となる三冠馬が誕生する可能性を論じた。また、日本産馬による同競走の出走は史上初の事例であり、このダービーは、日本からも例年以上の注目を集めた。競走の人気順は、サクソンウォリアーが単勝オッズ1.8倍の1番人気となり、これにロアリングライオンが7倍の2番人気、ヤングラスカルが9.5倍の3番人気で続いた。
競走では、ダービートライアルステークス勝ち馬ナイトトゥビホールドが速いペースで逃げる展開となり、1番枠から発走したサクソンウォリアーは道中を中団の内側で追走。残り3ハロン付近に入って一度他馬に包まれる事態に遭った本馬は、終盤でムーアに追われたが、伸び脚が他馬と同じになって上位馬に迫れず、最後は勝ち馬のマサー、2着馬ディーエックスビー、3着馬ロアリングライオンに続く4着に敗れた。これによって本馬は初めての敗戦を喫し、デビュー以来の連勝は4で止まる結果となった。競走後、この敗戦について、オブライエンは「初めてのコースや馬場に圧倒され力を出せなかったかもしれない」、ムーアは「きょうはいつもの末脚に火が付かなかった」と述べた。
ダービーステークスで4着に敗れたサクソンウォリアーは、その1か月後、オブライエン厩舎の僚馬4頭とともにアイリッシュダービーへと参戦することとなった。6月30日、カラ競馬場で施行されたアイリッシュダービー（G1、芝12ハロン）に出走した本馬は、ダービー馬マサーの不在、同競走史上最多の12勝を挙げているオブライエン厩舎の実績や地の利、また、ニューマーケットで2000ギニーを制したサクソンウォリアー自身の実績などの理由から、前走と同様に競馬ファンから高い支持を集め、単勝2.0倍の1番人気に推された。これに対して、ダービーで本馬に先着したディーエックスビーが対抗馬となった。競走では、サクソンウォリアーは道中内側の3番手を追走し、最終直線では外から追い上げたが、先行した前の2頭を1馬身差弱ほど捕らえ切れずに3着に敗れた。勝ち馬は未勝利戦1着以来となるドナカ・オブライエンの騎乗したラトローブであり、2着馬はキングエドワード7世ステークス2着から転戦したロストロポーヴィチであった。

#### 10ハロンのG1競走を3戦 - 現役引退
オブライエンは、イギリスとアイルランド両国のダービー競走でそれぞれ4着、3着となったサクソンウォリアーを、所謂「連闘」で転戦させ、距離短縮となるエクリプスステークス（G1、芝9ハロン209ヤード）に参戦させることを決断した。これによって本馬は、1か月強の間にG1競走を3回、また、2か月の間にはG1競走を4回走ることとなった。競走では、サクソンウォリアーは先行馬群の直後を追走し、残り1ハロン辺りで一旦先頭に立ったが、道中後方を通ってこれを追撃したロアリングライオンとの叩き合いとなり、3着以下の後続馬に対しては差を付けたが、最後は競り勝ったロアリングライオンにクビ差遅れての2着となった。
2018年夏、オブライエン厩舎でウィルス性の疾患が流行した出来事は、オブライエンによれば「バリードイルの二十年で最も深刻な」事態を招き、同厩舎全体の成績を不振に陥れ、その影響はサクソンウォリアーにも及んだ。8月22日、サクソンウォリアーはヨーク競馬場で施行されたインターナショナルステークス（G1、芝10ハロン56ヤード）に出走し、8頭立ての同競走で6頭のG1競走優勝馬と対戦することになった。1番人気はプリンスオブウェールズステークス、キングジョージ6世&クイーンエリザベスステークスを連勝していた古馬ポエッツワード、2番人気はエクリプスステークスを勝った3歳馬ロアリングライオンで、これに続いて本馬は単勝5.5倍の3番人気に支持された。競走では、本馬は出遅れて後方からの競馬となり、最終的に、好位から抜け出したロアリングライオンの4着に敗れた。これは、勝ち馬ロアリングライオン、ポエッツワードに先着されたのに加えて、3着に入ったプレレーティング109ポンドの5歳馬サンダリングブルーからも1馬身1/4差遅れる結果であった。競走後、オブライエンは、シーズン末の2戦で予定されているアイリッシュチャンピオンステークスおよびクイーンエリザベス2世ステークスにおいて、本馬は必ず真価を発揮すると断言した。
9月15日、サクソンウォリアーはレパーズタウン競馬場で施行されたアイリッシュチャンピオンステークス（G1、芝10ハロン）に出走し、G1競走2連勝中のロアリングライオンに次ぐ2番人気に支持された。この対決は、サクソンウォリアーの鞍上ムーアとロアリングライオンの鞍上オイシン・マーフィーとの一騎打ちと目された。競走では、サクソンウォリアーの僚馬ドーヴィルがペースメーカーとして逃げを打って先導し、本馬はその2番手を追走した。本馬は最終直線に入ってドーヴィルを交わすと、残り1ハロンで早めに抜け出して一旦先頭に立つも、後方から一完歩ごとに差を詰めたロアリングライオンに最後はクビ差差し切られて2着となった。競走後、本馬は左前肢の腱の損傷が判明し、9月16日に現役の引退が発表された。
2018年度カルティエ賞では、最優秀3歳牡馬候補にノミネートされた。同年の最優秀3歳牡馬および年度代表馬に選出されたのは、アイリッシュチャンピオンステークスの後にクイーンエリザベス2世ステークスを勝ってG1競走4連勝としたロアリングライオンである。2018年度ワールドベストレースホースランキングでは、エクリプスステークス2着およびアイリッシュチャンピオンステークス2着を評価対象に、インターメディエイト部門で121ポンドのレーティングを与えられた。このレーティングは、同年世界31位タイ、アイルランド調教馬としてはジャックルマロワ賞1着のアルファセントーリ（124）およびブリーダーズカップターフ2着のマジカル（121）に続く同年3位、アイルランド調教の牡馬としては同年1位の評価であった。

## 競走成績
以下の内容は、BHA、Racing Post、JRA-VAN ver.Worldの情報に基づく。
| 出走日     | 競馬場           | 競走名              | 格 | 頭数 | オッズ（人気） | 着順 | 騎手           | 距離馬場       | タイム  | 着差     | 1着（2着）馬         |
| ---------- | ---------------- | ------------------- | -- | ---- | -------------- | ---- | -------------- | -------------- | ------- | -------- | -------------------- |
| 2017.08.27 | カラ             | 未勝利戦            |    | 14   | 9.00（3人）    | 1着  | D.オブライエン | 芝8f（稍）     | 1:40.79 | 3馬身1/4 | （Meagher's Flag）   |
| 0000.09.24 | ナース           | ベレスフォードS     | G2 | 5    | 1.83（1人）    | 1着  | R.ムーア       | 芝8f（重）     | 1:46.45 | 2馬身1/2 | （Delano Roosevelt） |
| 0000.10.28 | ドンカスター     | レーシングポストT   | G1 | 12   | 2.63（1人）    | 1着  | R.ムーア       | 芝8f（良）     | 1:40.12 | クビ     | （Roaring Lion）     |
| 2018.05.05 | ニューマーケット | 英2000ギニー        | G1 | 14   | 4.00（2人）    | 1着  | D.オブライエン | 芝8f（良）     | 1:36.55 | 1馬身1/2 | （Tip Two Win）      |
| 0000.06.02 | エプソム         | 英ダービー          | G1 | 12   | 1.80（1人）    | 4着  | R.ムーア       | 芝12f6y（良）  | 2:35.74 | 4馬身1/2 | Masar                |
| 0000.06.30 | カラ             | 愛ダービー          | G1 | 12   | 2.00（1人）    | 3着  | R.ムーア       | 芝12f（良）    | -       | 3/4馬身  | Latrobe              |
| 0000.07.07 | サンダウン       | エクリプスS         | G1 | 7    | 3.25（2人）    | 2着  | D.オブライエン | 芝9f209y（良） | 2:04.09 | クビ     | Roaring Lion         |
| 0000.08.22 | ヨーク           | インターナショナルS | G1 | 8    | 5.50（3人）    | 4着  | R.ムーア       | 芝10f56y（良） | 2:08.47 | 5馬身    | Roaring Lion         |
| 0000.09.15 | レパーズタウン   | 愛チャンピオンS     | G1 | 7    | 3.50（2人）    | 2着  | R.ムーア       | 芝10f（良）    | -       | クビ     | Roaring Lion         |

## 種牡馬時代
現役競走馬としてG1競走を2勝したサクソンウォリアーは、2019年からクールモアスタッドで種牡馬入りし、その初年度の種付料は3万ユーロに設定された。クールモアスタッドの新種牡馬5頭の中では最も高額の値付けとなった。他方、これは、2016年に種牡馬入りしたG1競走4勝馬グレンイーグルス（6万ユーロ）などと比べれば低額の待遇であった。同年のシーズンオフからは、クールモア・オーストラリアでも連年シャトル供用された。クールモアスタッドにおける種付料は、2020年には2万7500ユーロ、2021年および2022年には2万ユーロと推移した。
2022年4月3日、フランス・ルリオンダンジェ競馬場でサーセッドが勝利して産駒の初出走・初勝利を挙げた。初年度産駒が2歳を迎えた同年には、ヨーロッパで複数の重賞勝ち馬が現れ、とりわけフランスでコンデ賞を勝ったヴィクトリアロードは、続くアメリカのブリーダーズカップジュヴェナイルターフを優勝し、サクソンウォリアー産駒としてG1競走の初勝利を挙げた。2023年の種付料は、3万5000ユーロに増額された。

### 主な産駒
太字はGI競走を示す
- 2020年産
  - ヴィクトリアロード / Victoria Road（2022年コンデ賞、ブリーダーズカップジュベナイルターフ）[63]
  - ルミエールロック / Lumiere Rock（2022年スタッフォーズタウンスタッドステークス、2023年ブランドフォードステークス）
  - ムーンレイ / Moon Ray（2022年ミエスク賞）[64]
  - グリーンランド / Greenland（2023年グレフュール賞、2024年スカンジナビアオープンチャンピオンシップ）[65]
- 2021年産
  - ボルナ / Borna（2024年デルビーイタリアーノ

## 競走馬としての評価

### 4連勝と5連敗
サクソンウォリアーは、2017年にレーシングポストトロフィーを含む3戦3勝の成績を残し、2018年初戦には2000ギニーステークスを制してデビューからの4連勝としたが、その後は1番人気のダービーステークスとアイリッシュダービーで4着と3着、エクリプスステークスで2着、インターナショナルステークスで4着、アイリッシュチャンピオンステークスで2着となり、5連敗を喫した後に現役を引退した。
レーシングポスト紙のアラン・スウィートマンは、2018年シーズンのサクソンウォリアーを、華々しく勝利した2000ギニー以降の成績が尻すぼみに終わった点で総評した。同氏によれば、サクソンウォリアーは、2歳時には世界的な血統背景を持つ無敗のクラシック候補として「市場の夢を実現する」存在となり、4連勝の間にはオブライエンから「非常に特別な馬」「特別な存在」などと称せられた。一方で、その後、1番人気に支持されたイギリスのダービーで4着に敗れると、アイリッシュダービーでも3着と勢いを失い、それに続くエクリプスステークス以降の1マイル1/4路線では、当時の競馬界を牽引したロアリングライオンに対して2度食い下がったものの、勝者としての復活は果たせなかった。スウィートマンは、本馬は結局、オブライエンが期待した「特別な馬」では無かったのだと示唆した。

### 距離適性
サクソンウォリアーは、当初1マイル戦のみを走り、G1競走2勝を含むデビュー4連勝を達成した。距離延長によってさらに良くなると目された本馬は、続いて迎えたダービーステークスでは1番人気に支持されたが、4着に敗れた。
サクソンウォリアーの現役引退にあたり、エイダン・オブライエン調教師は、2018年を迎えた時には「イギリスクラシック三冠」を意識したほどであったと振り返ったが、2000ギニー後に中長距離路線を選択したことについて「たぶん、私の失敗だったと思います。私は彼をマイル（の距離）で使い続ければよかったのかもしれません」とアイルランド放送協会のインタビューで語っている。主戦騎手のライアン・ムーアも、「最も悲しいのは彼がマイル戦を走ることを見ることができなくなったことです」とコメントした。血統面では、サクソンウォリアーの牝系がスタミナよりもスピード寄りであり、そのため、ダービー競走の1マイル半は本馬の適距離ではなかったのではないかという指摘もなされている。ただし、ダービーステークスの敗戦については、距離適性の他に複数の意見がある。

### ロアリングライオンとの対戦
レーシングポスト紙は、同紙の年度表彰として、「ロアリングライオン対サクソンウォリアー」を2018年度のベストライバル関係に選定した。この2頭は計6度対戦して、そのうちロアリングライオンが4回相手に先着、サクソンウォリアーが2回相手に先着し、クビ差での決着は3回あった。
この2頭の対決という見地からすれば、当初、2歳時のレーシングポストトロフィーおよび3歳時の2000ギニーでは、勝ち馬のサクソンウォリアーがともにロアリングライオンを上回っていた。ダービーでは、ロアリングライオン3着、サクソンウォリアー4着となって双方敗北したが、着順はロアリングライオンが本馬を初めて上回った。続くエクリプスステークスおよびインターナショナルステークスではともにロアリングライオンが優勝し、サクソンウォリアーは対ロアリングライオンとの対戦成績で2勝3敗と逆転された。続くアイリッシュチャンピオンステークスは、2勝3敗のサクソンウォリアーにとってライバルと「引き分け」に持ち込む機会となったが、ここでもロアリングライオンにクビ差競り負け、本馬は対ロアリングライオンの成績でも4連敗を喫した。この対戦の後にクイーンエリザベス2世ステークスも勝利してG1競走4連勝を達成したロアリングライオンは、同年のカルティエ賞年度代表馬に選出された。

### 日本産馬、ディープインパクト産駒として
ディープインパクト産駒のサクソンウォリアーは、イギリスの2000ギニーを制したことで日本産馬として初めてイギリスクラシック競走を勝利し、これを合田直弘は「偉業」とした。奥野庸介は、2歳時に頭角を現した本馬について「フランケルに目を奪われていた欧州生産界」に衝撃を与えたと評し、3歳一杯で現役を終えた本馬については、その競走成績全体を総括して「父の名をおおいに高めたことは間違いない」と評した。なお、本馬の現役時である2018年には、G1競走7勝のカルティエ賞年度代表馬マインディングなど、クールモアの持つ最上級の繁殖牝馬がディープインパクトのために送り込まれるまでになっている。
また、サクソンウォリアーは、2015年に生まれ2018年に3歳クラシックを争ったディープインパクトの産駒として、フランスのダービー競走ジョッケクルブ賞を勝利したフランス生産・調教馬のスタディオブマン、日本のダービー競走第85回東京優駿を勝利した日本生産・調教馬のワグネリアンと並んで言及される場合もある。この3頭の活躍によって、ディープインパクト産駒は、「日英仏」3か国のクラシック競走の同一年制覇を達成した。

## 血統表
| サクソンウォリアーの血統        | サクソンウォリアーの血統                               | サクソンウォリアーの血統        | （血統表の出典）                | （血統表の出典） |
| 父系                            | サンデーサイレンス系                                   | サンデーサイレンス系            | サンデーサイレンス系            | [ § 2 ]          |
| 父 ディープインパクト 2002 鹿毛 | 父の父*サンデーサイレンス Sunday Silence 1986 青鹿毛   | Halo                            | Hail to Reason                  | Hail to Reason   |
| 父 ディープインパクト 2002 鹿毛 | 父の父*サンデーサイレンス Sunday Silence 1986 青鹿毛   | Halo                            | Cosmah                          |                  |
| 父 ディープインパクト 2002 鹿毛 | 父の父*サンデーサイレンス Sunday Silence 1986 青鹿毛   | Wishing Well                    | Understanding                   | Understanding    |
| 父 ディープインパクト 2002 鹿毛 | 父の父*サンデーサイレンス Sunday Silence 1986 青鹿毛   | Wishing Well                    | Mountain Flower                 |                  |
| 父 ディープインパクト 2002 鹿毛 | 父の母*ウインドインハーヘア Wind in Her Hair 1991 鹿毛 | Alzao                           | Lyphard                         | Lyphard          |
| 父 ディープインパクト 2002 鹿毛 | 父の母*ウインドインハーヘア Wind in Her Hair 1991 鹿毛 | Alzao                           | Lady Rebecca                    |                  |
| 父 ディープインパクト 2002 鹿毛 | 父の母*ウインドインハーヘア Wind in Her Hair 1991 鹿毛 | Burghclere                      | Busted                          | Busted           |
| 父 ディープインパクト 2002 鹿毛 | 父の母*ウインドインハーヘア Wind in Her Hair 1991 鹿毛 | Burghclere                      | Highclere                       |                  |
| 母 *メイビー Maybe 2009 鹿毛    | 母の父Galileo 1998 鹿毛                                | Sadler's Wells                  | Northern Dancer                 | Northern Dancer  |
| 母 *メイビー Maybe 2009 鹿毛    | 母の父Galileo 1998 鹿毛                                | Sadler's Wells                  | Fairy Bridge                    |                  |
| 母 *メイビー Maybe 2009 鹿毛    | 母の父Galileo 1998 鹿毛                                | Urban Sea                       | Miswaki                         | Miswaki          |
| 母 *メイビー Maybe 2009 鹿毛    | 母の父Galileo 1998 鹿毛                                | Urban Sea                       | Allegretta                      |                  |
| 母 *メイビー Maybe 2009 鹿毛    | 母の母Sumora 2002 鹿毛                                 | *デインヒル                     | Danzig                          | Danzig           |
| 母 *メイビー Maybe 2009 鹿毛    | 母の母Sumora 2002 鹿毛                                 | *デインヒル                     | Razyana                         |                  |
| 母 *メイビー Maybe 2009 鹿毛    | 母の母Sumora 2002 鹿毛                                 | Rain Flower                     | Indian Ridge                    | Indian Ridge     |
| 母 *メイビー Maybe 2009 鹿毛    | 母の母Sumora 2002 鹿毛                                 | Rain Flower                     | Rose of Jericho                 |                  |
| 母系(F-No.)                     | Cambrienne系(FN:1-t)                                   | Cambrienne系(FN:1-t)            | Cambrienne系(FN:1-t)            | [ § 3 ]          |
| 5代内の近親交配                 | Northern Dancer5×4×5＝12.50％、                        | Northern Dancer5×4×5＝12.50％、 | Northern Dancer5×4×5＝12.50％、 | [ § 4 ]          |
| 出典                            | 1. 2. 3. 4.                                            | 1. 2. 3. 4.                     | 1. 2. 3. 4.                     | 1. 2. 3. 4.      |